# デュアル・モード・ビークル

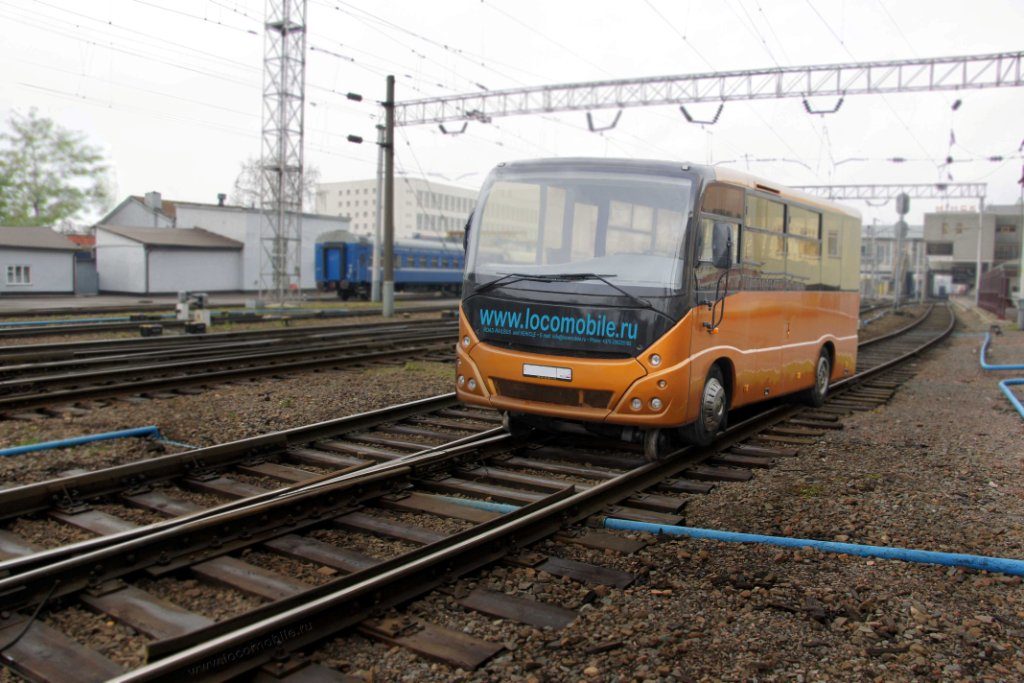
ロシアで開発が進められているDMV

デュアル・モード・ビークル（Dual Mode Vehicle, DMV）とは、列車が走るための軌道と自動車が走るための道路の双方を走行できるよう、鉄道車両として改造されたバス車両のことである。
日本では、利用の少ない路線のコストを削減するため、北海道旅客鉄道（以下、JR北海道）が日本除雪機製作所と実用化に向けて共同開発していた。同じコンセプトの車両はイギリス（シルバーティップ・デザイン社、ランカスター大学、ノーザンブリア大学などの共同開発）やロシアなど数ヶ国で研究されている。本項ではJR北海道が開発し、阿佐海岸鉄道によって実用化されたものについて述べる。

## 概要
キャブオーバーのマイクロバスをベースに、軌道走行に必要な改造を加えてあり、外観や基本的な構造は一般的なバスとほとんど同様である。動力源は種車のものを生かしたディーゼルエンジンで、ゴムタイヤと金属車輪の両方を備えており、道路走行時は金属車輪を持ち上げ、ゴムタイヤのみを用いる。
線路上を走行する際は、前輪ゴムタイヤの前部に格納された金属車輪（前部ガイド輪）をレール上に降ろして案内用とし、前輪ゴムタイヤを持ち上げて浮かせる。一方、後輪ゴムタイヤ後部の金属車輪（後部ガイド輪）をレール上に降ろして案内用とするが、後輪ゴムタイヤも駆動輪としてレール上面に接する。動力を後輪のゴムタイヤから直接レールに伝えることで軌道上を走行する。後輪ゴムタイヤは、ダブルタイヤの内側タイヤのみがレールに接する。また、この時での後輪のゴムタイヤと後部ガイド輪との間の荷重配分は、60：40 - 36：64の間で変化できる。なお、線路上を走行する際の車両の制御はアクセル・ブレーキの2つのペダルのみとなる。
道路走行から軌道走行に切り替える時は、車体をうまく線路上に誘導するため、地表に設置された専用のポインター（走行モード切り替え装置、モードインターチェンジ）が必要となる。この装置によってスムーズな切り替え作業が可能となり、約10秒間という短時間で走行モードを切り替えることができる。走行モード切り替え装置は左右のレールの外側に設置された2本のガイドウェイで構成される。車体前部と後部のガイド輪をガイドウェイに沿わせて車体を前進させることで、車体をレール中心上に誘導する。ただし、ガイドウェイとガイド輪のみでは車体を完全にレール中心にセットすることが困難なため、この装置付近のみレールの幅（軌間）が約70 mm広くなっている。これに伴い、車体側の金属車輪の踏面の幅も広めになっている。前史ともいうべき日本国有鉄道（国鉄）のアンヒビアン・バスでは、この走行モード切り替えに多大の手間を要したことから実用化が断念された経緯があり、この点には特に注意が払われている。
1車両当たりの定員が少ないが、レール走行モードでは車両同士を連結可能として総括制御が可能なシステムとされ、輸送単位の小ささを補う。運行管理にはGPSが用いられる。最小限の設備投資で路線を拡張できるとして、私鉄や第三セクター鉄道を含む地方ローカル線や路面電車への導入が各地で検討された。

## 前史 - アンヒビアン・バス
1962年（昭和37年）、日本国有鉄道（国鉄）は赤字ローカル線活性化の切り札として、鉄軌道と道路の両方を走行することのできるバスの開発に着手した。これがアンヒビアン・バスである。アンヒビアン（amphibian）とは英語で両生類を意味する。
開発にあたっては、軌道走行用の車輪を車体に内蔵する方式と、別途用意された台車にバスの車体を装架する方式とが考えられたが、前者の方式では、構造が複雑になる上、内蔵する台車の重量が嵩み、特に道路走行時に自重の半分にも及ぶ死重を抱えることになることから、台車の着脱を行う後者の方式が選択された。
国鉄では、三菱日本重工業（→三菱重工業→三菱自動車工業→三菱ふそうトラック・バス）製R-480形のシャシを用いて試作車を製造し、043形と命名した。車体は国鉄の指定で富士重工業製となっている。同車は、同年6月に鉄道開業90周年を記念して開催された、「伸びゆく鉄道科学大博覧会」に出品された。
1962年5月に水郡線で第1次性能試験が行われた結果、高速域では振動が激しいため60km/h程度までしか実用に適さない、推進軸のねじり振動が大きいなどの問題点が判明した。そこで改良が加えられ、12月に東北本線、山田線、岩泉線で第2次性能試験を行った。さらに改造が加えられ、1963年3月に山田線、岩泉線で第3次性能試験を行った。
しかし、この043形は軌道に乗せるために専用のジャッキを必要とし、変速機からのプロペラシャフトやブレーキ配管の接続を必要とするなど、軌道走行モードと道路走行モードの転換に多大の手間と時間を要したため、結局実用化されることはなかった。

## JR北海道による開発

### 車両試作および走行試験

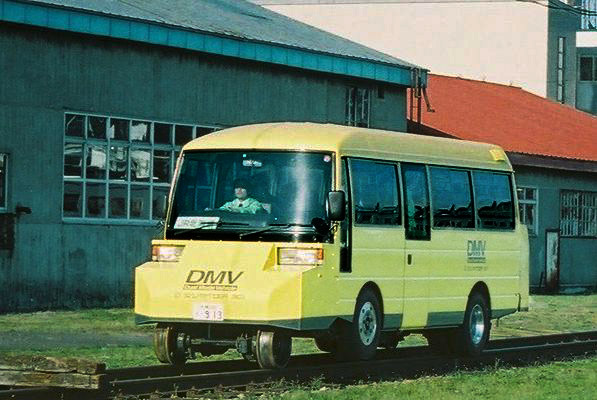
第1次試作車
2006年10月 苗穂工場

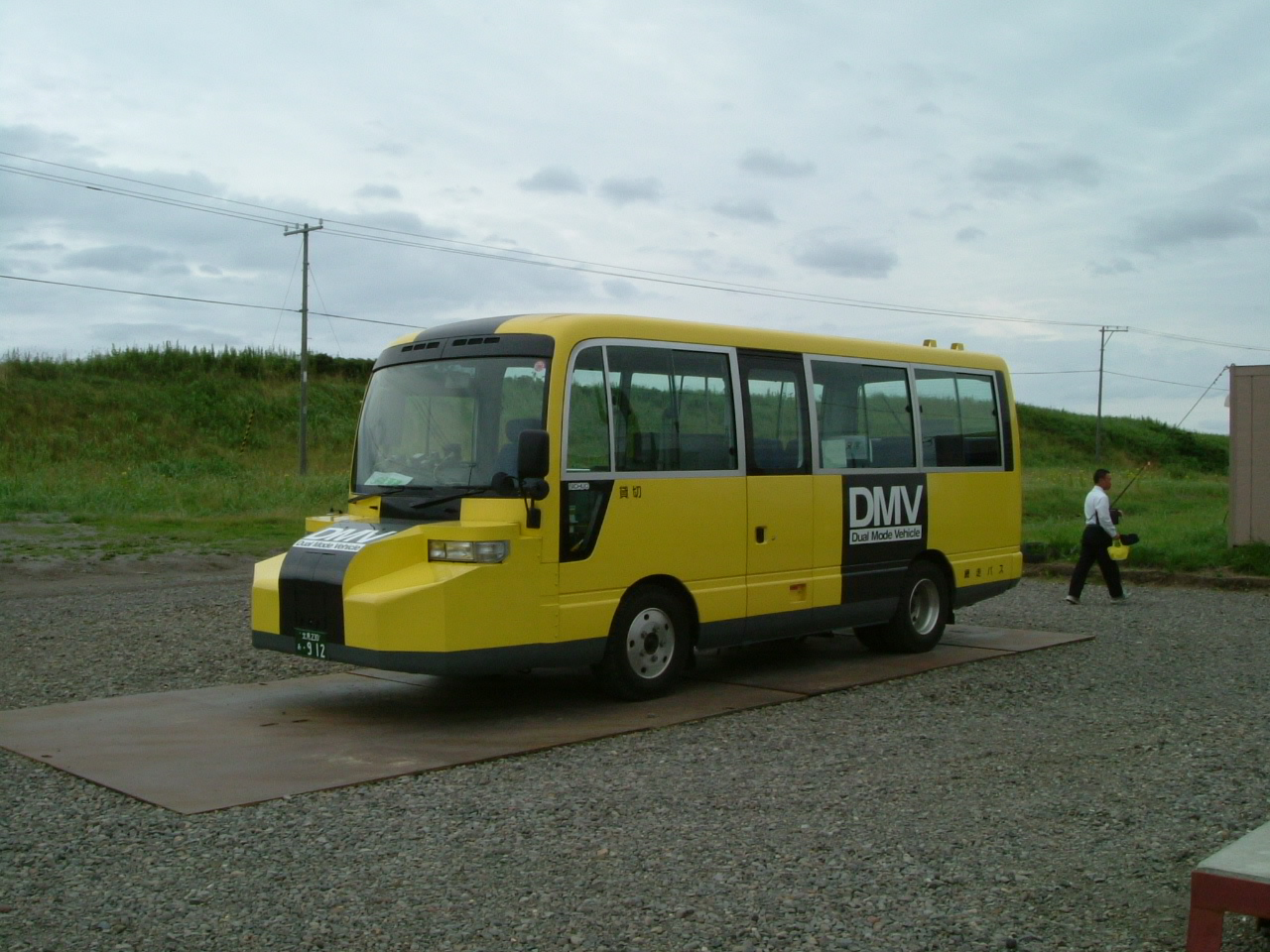
第2次試作車
2007年8月 浜小清水駅

発案者であり、開発指揮を担当したJR北海道の当時の副社長の柿沼博彦は、本車両製作のきっかけを「2002年（平成14年）に幼稚園の送迎バスを見て、わずかな改造でそのまま線路上に乗せられるのではと考えた」と語っている。
2004年（平成16年）、日産自動車製のマイクロバス（日産・シビリアン）を改造した定員34名の第1次試作車（愛称・サラマンダー901）が完成し、日高本線で走行試験が行われた。艤装など加工組み立ては、JR苗穂機関区では自動車としての構造変更等の経験及び実施例がないため、軌道除雪車製作や一般道用の除雪車の制作で関わりのある株式会社日本除雪機製作所が行っている。ベース車両は1999年で製造終了した旧型シビリアン（W40型系）である。
2005年（平成17年）には2両を背中合わせに連結できる新型の第2次試作車（911・912号車）が製造され、同年10月3日に石北本線北見駅 - 西女満別駅 - 女満別空港間で実用化を前提とした走行試験が行われた。この2両は1999年のフルモデルチェンジ後のシビリアン（W41型系）をベース車両としているため、前年の車両とは車体各部が異なる。
2005年（平成17年）11月14日午後11時半ごろ、札沼線（学園都市線）での試運転中に月形町の石狩月形駅 - 豊ヶ岡駅間の踏切で積雪に乗り上げて脱線し、12時間以上立ち往生した。これはDMVの車体が一般の鉄道車両に比べて軽いことが原因とされる。この事故以降、DMVの試験運用は積雪が少ない道東圏や北海道外でのみ行われるようになった。
2006年（平成18年）には、静岡県富士市が市制40周年記念事業としてJR北海道より車両を借り入れ、岳南鉄道（現在の岳南電車）岳南線にて11月24日から26日まで夜間走行試験を実施。翌2007年（平成19年）の1月14日と21日にデモンストレーション走行として、岳南原田駅にモードインターチェンジが作られ、市場踏切との間で片道鉄道・片道道路の往復運転を行った。
2007年の通常国会において、地域公共交通の活性化及び再生に関する法律案が成立した。この法律では、同一の車両（など）を用いて鉄道事業法による鉄道事業（など）と一般乗合旅客自動車運送事業の両方の運送サービスを提供する場合を「新地域旅客運送事業」として、DMVや水陸両用車につき、運賃・料金・各種認可届出などの整備を行おうとするものである。この法律によりDMVの法整備がなされた。
2008年（平成20年）には南阿蘇鉄道で、2009年（平成21年）には天竜浜名湖鉄道で試験運行が行われた。
また当時は毎年、苗穂工場公開の際にDMVの試乗会も行われていた。

### 試験的営業運行
| 浜小清水駅のICおよび本線アプローチ線（右へ向かう） |  | 藻琴駅のIC。鉄道→道路のみのICは簡素（奥より至る） |
| 浜小清水駅のICおよび本線アプローチ線（右へ向かう） |  | 藻琴駅のIC。鉄道→道路のみのICは簡素（奥より至る） |

2007（平成19）年度、2008（平成20）年度は4月から11月まで、第2次試作車を使用して釧網本線浜小清水駅発着で試験的営業運行が行われた。浜小清水駅から藻琴駅まで線路を走行、藻琴駅から浜小清水駅は国道244号や藻琴湖、濤沸湖を周遊する道路を走行した。
運転日は土曜・日曜・祝日・長期休暇期間のみで1日3便運行する。2008（平成20）年度は道路走行を担当する網走バスの回送を利用し、1便目は網走駅前より、3便目は網走駅前まで乗車できた。旅行商品という形のため、乗車には事前に申し込みが必要だった。
なお、DMV車両は鉄道車両としての車籍を有していなかったが、試験的営業運行を実施するために2007年（平成19年）3月15日付で車籍を与えられ、釧路運輸車両所に配置された。
同年10月21日12時20分頃、浜小清水駅構内で試験的営業車両が軌道へ乗り入れて走り出した直後に脱線事故を起こした。乗員乗客に怪我人は出なかった。走行モード切り替えのための停止位置を示す標識がずれていたのが原因とされ、標識を正しい位置へ立て直した後に10月27日から試験的営業を再開した。
2008年10月8日に2008年度グッドデザイン賞が発表され、特別賞「グッドデザイン・サステナブルデザイン賞」を受賞した。

### トヨタの参入

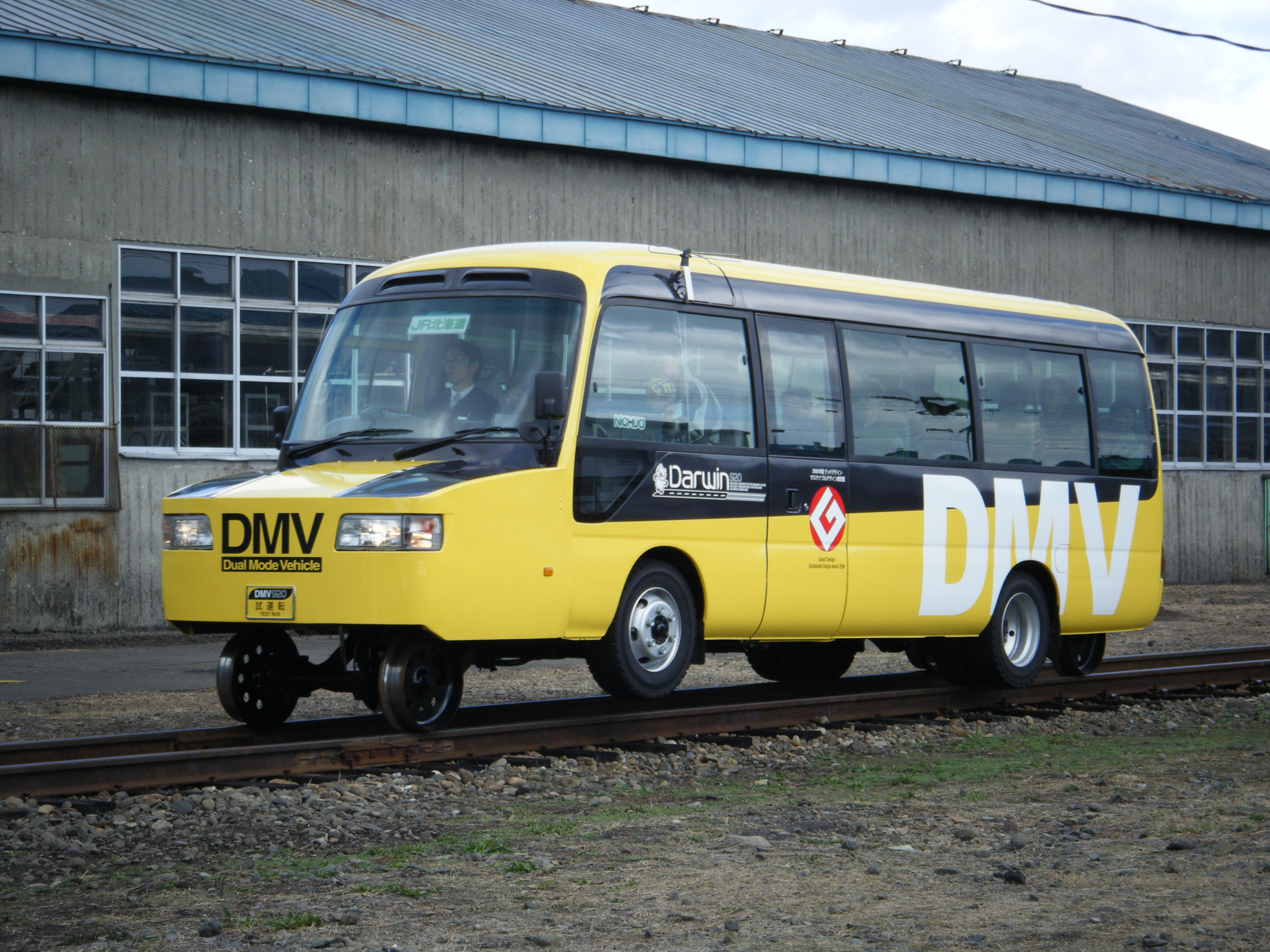
第3次試作車
2008年10月 苗穂工場

2008年（平成20年）の洞爺湖サミットに合わせて、トヨタ自動車・日野自動車・富士重工業（トヨタと日野は鉄道車両については未経験であるものの、富士重工業は2003年（平成15年）まで鉄道車両を製造していたため鉄道車両に関するノウハウが残っていた）の協力を得て、第3次試作車（920号車）が製作された。車体はトヨタ・コースターがベースで、シビリアンベースの試作車より定員も増加した。ただしこの920号車はホイールベースが長いため鉄道車両としては走行安定性に難があり、車検を取得しておらず公道を走行できない。また、この車両の登場と同時にDMVの愛称を、進化論を提唱したチャールズ・ダーウィンにちなんだ「Darwin」とし、旧来の日産・シビリアンをベースとした車両も愛称が変更された（サラマンダー901→ダーウィン901）。
次いで、試験用営業DMV車である911・912号車（シビリアンベース）の定員16名から、車体長を7250ミリから8200ミリへ延長し定員28名としたコースターベースの車両（921号車）も登場し、こちらは車検を取得してナンバープレートも交付され、公道走行が可能となった。2008年7月、洞爺湖サミット会場近くのビジターセンター駐車場に仮設線路を設置しての走行や「モード・インターチェンジ」における走行モード変換装置を使っての試乗会が実施された。
2009年（平成21年）11月12日から11月15日には明知鉄道（岐阜県恵那市）で試験運行が行われ、営業運転終了後の深夜に実施した夜間試験走行ではこのコースターベースの921号車を使用し、同市岩村町の岩村駅から明智駅までの線路を鉄道車両として走行、バスの形態で国道363号を岩村駅まで走行した。計測機器を積み込み、線路上での最高速度を変更するなどして一日3往復半から4往復半の試験走行を繰り返し、振動、カーブでの走行、傾斜が強い同鉄道の勾配部分での加減速性能などのデータを計測した。恵那市は「実際の導入を行うためには未確定事項や検討事項がたくさんあり、引き続きの検討が必要」と認識しており、2010年（平成22年）の3月20日から3月23日の昼間時間帯に同じ車両を用いて、岩村駅から明智駅を経由し観光スポットを回るルートなどで実証実験を行った。なお、明知鉄道はバスを運行していないため、バス形態での運行区間は東濃バスが担当した。

### JR北海道による営業運転・実用化の断念
JR北海道では、早ければ2015年（平成27年）にも営業運転の開始を予定していた。しかし2013年（平成25年）にDMVとは無関係にJR北海道管内での鉄道事故が多発した影響で、同年9月27日に安全性向上の優先を理由に営業線区の選定作業を中断したことが明らかになった。
その後2014年（平成26年）3月を最後に試験運転を凍結。同年9月10日、JR北海道は安全対策と北海道新幹線に経営資源を集中させる事を理由にDMVの導入断念を発表した。さらに2015年8月、JR北海道はDMV開発にこれ以上資金を投入し続けることができないとの判断から、実用化自体を断念、同社としてはこの事業から撤退することになった。開発過程で蓄積した関連データなどは、今後求めがあれば外部に提供するとしていた。
2017年（平成29年）2月に入ると、2015年の高波被害でバス代行を行っていた日高本線の沿線自治体から、DMV方式の導入による運行再開案が提示された。同年4月、沿線自治体などによる「JR日高線沿線地域の公共交通に関する調査・検討協議会」が設置され、DMV導入の可否を含む地域公共交通の方向性について検討を開始した。JR北海道は同年10月12日、「JR日高線（鵡川～様似間）沿線地域の公共交通に関する調査・検討協議会にてDMV・BRT・乗合バスのいずれかを代替交通とするか方向性を決める方針とお聞きしております」との同線に関する沿線地域への相談状況を示した。同年11月、協議会がコンサルタント会社にコストなどの試算を依頼したDMV・BRT・乗合バス3通りの代替手段の比較検証結果が報告された。これを受け、2018年（平成30年）7月30日の協議会の会合にて、多額の初期費用や事業者確保の問題から導入断念が決まった。同日、協議会は解散した。

## 阿佐海岸鉄道による実用化

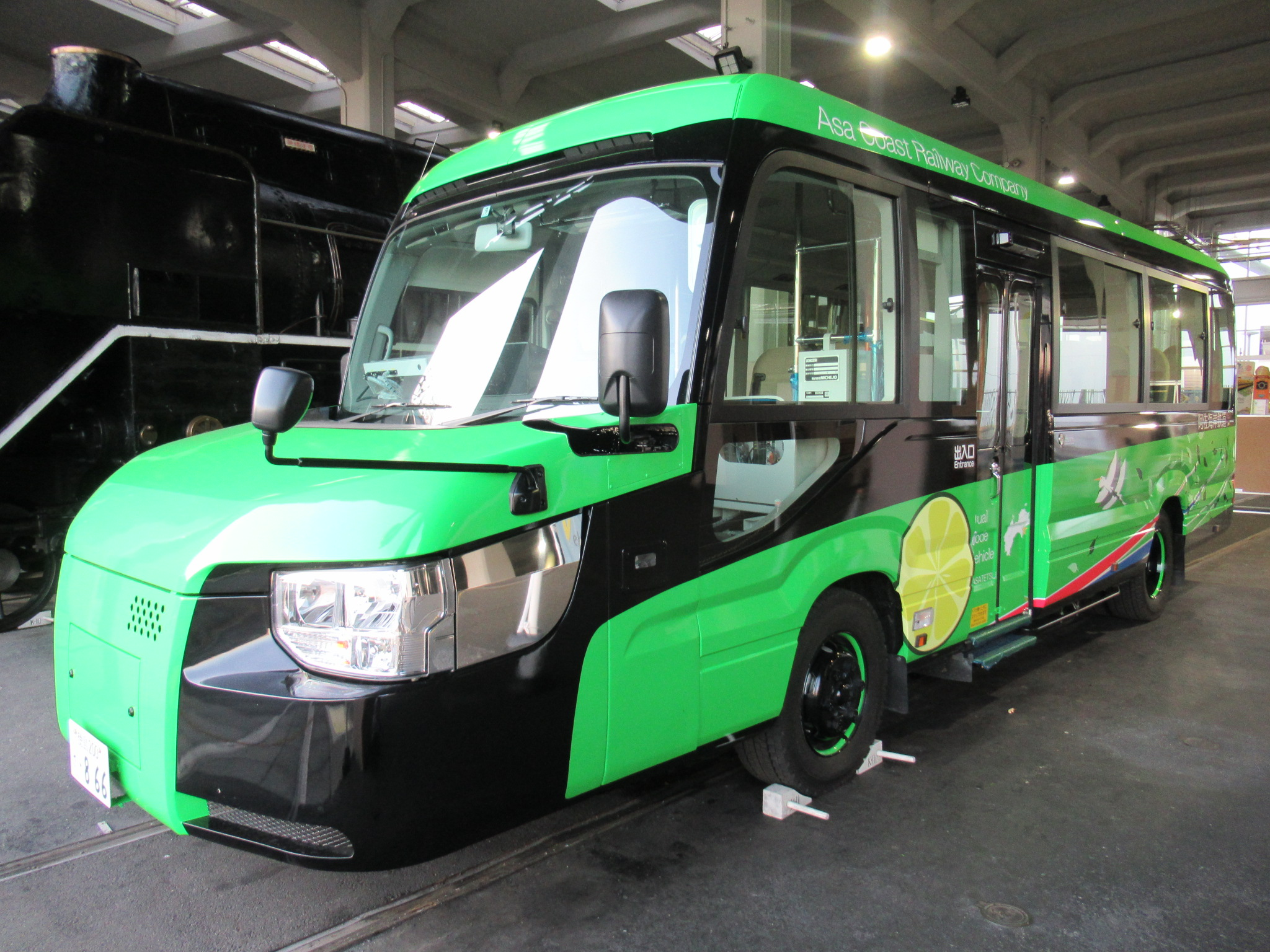
京都鉄道博物館にて展示中のDMV932

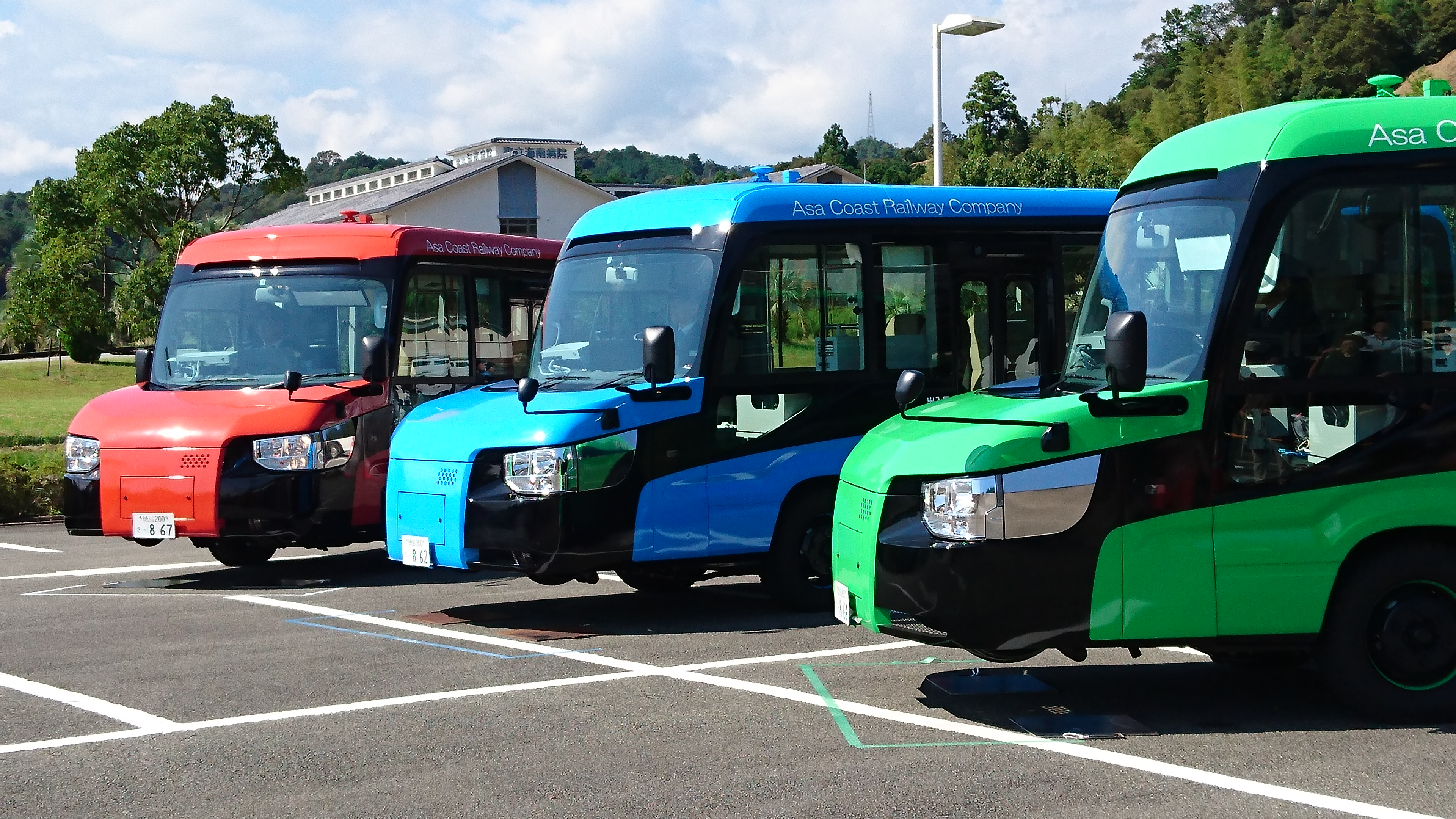
阿波海南文化村で並ぶDMV

かねてからDMVの導入を検討していた阿佐海岸鉄道（徳島県）が、2020年までにDMVを導入することを決定した。DMVの本格的な営業運行は世界初となる。2017年2月3日に、徳島県、高知県など関連自治体でつくる「阿佐東線DMV導入協議会」の会合が徳島市で開催され、その結果、DMV導入計画が承認された。
計画によると、線路を走行するのはJR四国牟岐線阿波海南駅 - 海部駅 - 阿佐海岸鉄道阿佐東線甲浦駅間で、その両駅に道路とレールを繋ぐモードインターチェンジを設置して、甲浦駅より先は道路を走り室戸岬方面を結ぶとしている。DMVの運行の起点が阿波海南駅となっているのは、DMVが片運転台であり方向転換が必要であること、また海部駅は高架駅であるため同駅で方向転換させるためには大規模な改造工事が必要である一方、阿波海南駅は地上駅であり海部駅ほどの設備投資が不要であることが挙げられている。甲浦駅では高架線の終点から地上の道路に下りるスロープを新設し、そこから一般道路を通って室戸岬を目指す、としている。また、DMV導入後は、牟岐線の運行上の終点は阿波海南駅とし、阿波海南駅 - 海部駅間はDMVのみの運行とする。
なお、DMV導入の正式決定に先立ち、2011年9月より牟岐駅と宍喰駅でモードインターチェンジ設置工事に着手し、また苗穂工場にてJR四国と徳島バスが訓練を行った。2011年11月から実証実験を開始し、2012年2月に宍喰駅・牟岐駅間を往路は道路、復路は鉄道を利用してデモンストレーション走行を行った。2016年2月には、徳島県交通戦略課が、今後10年以内に牟岐線阿波海南駅から阿佐海岸鉄道甲浦駅までの約10kmの区間に営業運行を実現させることを目指す方針を発表した。DMVを観光資源として活用し、将来的には甲浦駅から道路を用いて高知県室戸岬方面への観光ルート路線の設定も検討するとしていた。
2019年3月9日、阿佐海岸鉄道阿佐東線宍喰駅にて、当線で運用予定のDMV新製車両落成のお披露目イベントが開催された。車両はJR北海道が開発した試験用のDMVと同じくマイクロバスをベースとしており、道路走行から軌道走行への鉄道モードの切替や軌道走行から道路走行へのバスモードの切替も同じ方式を採用している。従来の鉄道の軌道回路を使用した位置検知による閉塞やそれを介して制御される鉄道信号機、踏切警報機、自動列車停止装置が使用出来なくなり、それらに代わる保安装置としてDMV運転保安システムを採用した為、自車位置を検知する車軸パルスセンサーとGPSアンテナ、赤外線を利用して地上のモードインターチェンジ(MIC)に設置された自車の軌道区間への進入出の確認を行う進入出通信装置と駅に設置された駅停車時の位置補正を行う赤外線応答装置との通信や自車位置情報をFOMA携帯電話網からNTTの専用回線を介してセンター装置に送り管理または使用することで、踏切制御装置による踏切制御や軌道区間の閉塞制御を行うことと共に自車の駅停車時の自動停止を行う車上装置が採用された。運転席には、普通のマイクロバスと同様のアクセル・ブレーキペダル、AT用のセレクトレバーのほか、車体の前部と後部に装備されたガイド用の鉄車輪を上下させる制御装置、前述の車上装置、ワンマン運転用機器などが設置されており、車体左側の中央にある出入口には開く際に車体下部からせり出す方式の乗降用のステップと車内脇に整理券発行機が設置されている。車体のカラーリングは阿佐海岸鉄道で使用されているASA-100形の塗色を取り入れており、青いDMV-1号「未来への波乗り」、緑色のDMV-2号「すだちの風」、赤いDMV-3号「阿佐海岸維新」の3台が登場している。
2020年12月25日のDMV導入協議会において、スケジュールの見直しが行われ、2021年7月に開催予定の2020年東京オリンピック・パラリンピックまでの導入を目指すこととしていたが、強度不足のため「2021年内開業」に再延期となった。
その後2021年12月、世界初となるDMVの本格運用が始まった。

## 営業路線
- 日本
  - 阿佐海岸鉄道
    - 鉄道運行区間（鉄道事業法に基づく鉄道路線）
阿佐東線：阿波海南信号場 - 海部駅 - 宍喰駅 - 甲浦信号場（10.0 km）
    - バス運行区間（道路運送法に基づくバス路線）
海南宍喰線：阿波海南文化村 - 阿波海南駅 … （この間阿佐東線） … 甲浦駅 - 海の駅東洋町 - 道の駅宍喰温泉
海南室戸線：阿波海南文化村 - 阿波海南駅 … （この間阿佐東線） … 甲浦駅 - 海の駅東洋町 - むろと廃校水族館 - 海の駅とろむ

DMVの運行開始は2021年12月25日。世界初の本格的なDMV営業路線である[33]。阿佐東線は2020年11月30日まで通常の鉄道路線として通常規格の鉄道車両により運行されていたが、JR四国牟岐線との接続部の線路を切り離したうえで、モードインターチェンジの新設、DMV車両に対応した低床ホームの設置、列車交換設備の廃止、および運行管理設備の入れ替えなどの改修工事を経てDMVが導入された。

- カナダ
  - カオハム・シャトル（英語版）[34]
    - 鉄道運行区間
リルエット（英語版） - シートン・ポーテージ（英語版）（30.5km）
    - バス運行区間
リルエット市街地

この区間は2002年に乗り入れていた都市間列車であるカリブー・プロスペクター号（英語版）が廃止されてからも並行道路がないこの地区の地元住民のために残された。最初は保線用モーターカーを改造した小型気動車が使われていたが、2022年2月以降DMVによる運行となった[35]。

## DMVの導入を計画または検討した地域・事業者
- 日本
  - 北海道夕張市（北海道旅客鉄道（JR北海道））[36]
新夕張駅 - 夕張駅間での導入が検討された。なお、同区間は2016年8月、鈴木直道・夕張市長がJR北海道に条件提示の上で廃止を提案。JR北海道はこれに全面同意し、2019年4月1日に廃止された[37]。
  - 北海道勇払郡厚真町ほか6町（日高本線）[16]
2018年7月30日、沿線自治体首長の会合で導入断念を決定[20]。
  - 青森県（津軽鉄道）
北海道新幹線の奥津軽いまべつ駅へ乗り入れる構想[38]。
  - 群馬県みどり市他（わたらせ渓谷鐵道）
2006年9月、群馬県・栃木県がわたらせ渓谷鐵道に対し新たな経営再建策の検討を要請し、松島茂・社長はDMVによりJR東日本日光駅方面へ直通運転する計画を提示[39]。北海道に出向いて実際に試乗した石原条・みどり市長が同年11月、DMV導入を本格的に検討するよう指示したが、その後の経営再建計画には盛り込まれず。その後2009年4月に公表された群馬県「鉄道網活性化研究会」（座長・今城光英・大東文化大学教授）の提言書もわたらせ渓谷鐵道へのDMV導入に言及したが[40]、具体化はしていない。
  - 静岡県富士市（富士駅 - 新富士駅間 及び 岳南鉄道）
DMV登場後いち早く導入の意向を示し、2006年11月からJR北海道の協力の下で走行試験を行った。
  - 静岡県浜松市（天竜浜名湖鉄道）
  - 岐阜県恵那市（明知鉄道、東濃鉄道バス）
  - 熊本県高森町他（南阿蘇鉄道）
国土交通省九州運輸局は2006年度から継続して「南阿蘇における新交通システム（DMV）導入による公共交通活性化に関する調査業務」という公共交通活性化総合プログラムを公表している[41]。

## 利点と欠点
鉄道とDMVのコスト比較及び、水陸両用車を含めたデュアルモードのメリットについて、国土交通省によりまとめられている。
また山梨県は、モノレール等の新交通システムとしてのDMVの特徴を以下のとおり挙げている。
- 休止路線、運行本数の極めて少ない貨物引込み線などの既存インフラを有効活用できるため、新規のインフラ整備が軽微。
- 鉄道車両に比べてランニングコストが安価。
- 鉄道の定時性とバスの機動性の双方を備える。
- 輸送人員の少なさによる繁忙時の大量輸送ニーズへの整合性が課題。

しかしその一方で、以下のような課題があり、JR北海道では結局実用化を断念せざるを得なかった。
- 北海道の厳冬期における安定運行の確保（2005年の脱線事故を参照）。
- 燃料である軽油に課税される軽油引取税は、道路整備を目的とした目的税であるため、鉄道線路の走行に使用する場合には課税免除の対象になる。しかし道路走行時には課税対象であることから、課税/非課税の切り分け（燃料の管理）が課題になる。
- 車体が軽すぎて線路を利用した既存の軌道回路と接続できず、既存の鉄道信号システムと連動できない。DMV導入のためには、沿線の信号システムを（それなりのコストをかけて）DMVに対応した新規システムに更新する必要がある。阿佐海岸鉄道でのDMV導入の際には、それまで実施していた牟岐線との直通運転を取り止めた上で線路を分断している。
- 運転手が鉄道用の動力車操縦者免許と、バス用の大型自動車第二種運転免許の両方を取得し、双方の運転に通じる必要がある。試験運行では、鉄道区間を鉄道事業者、バス区間をバス会社と分担して運転した事例があるが、運転手の交代のための時間と運転手2人分の人件費が必要になる。
- 路線バスと大差ない（時にそれを下回る）定員では、鉄道本来のメリットである大量輸送能力を発揮できない。地方ローカル線でさえ、朝夕の通学・通勤時にはDMVの定員を超えるほどの乗客が利用する場合もある。
- 既存のマイクロバスを流用した車体は鉄道車両としては構造的に脆弱で、鉄道事故時の耐衝撃性や生存性に問題がある。また、耐久寿命においても既存の鉄道車両をはるかに下回り、償却面から長期的に見ると必ずしも安価とはいえない。
- 総じて、廃線敷地をバス専用道路に改修したり、通常の路線バスへ移行するといった、さらに低コストな代替案に対抗して導入するだけの有力な論拠がない。実際にJR東日本の東日本大震災で不通になったローカル線や、JR九州の九州北部豪雨で甚大な被害を受けた日田彦山線の添田駅以南は、課題や規制の多いDMVではなくBRT（バス・ラピッド・トランジット）案を採用している[44][45]。

## その他
- 民間放送教育協会のテレビ番組『発見!人間力』で、DMVの開発過程を追ったドキュメンタリー「夢の車両で地域の足を守りたい」が2009年6月20日以降にテレビ朝日ほか全国33局で放送された。
- ルパン三世PART2第8話「ベネチア超特急」（1977年）に架空のDMVが登場する。